# Arroyomolinos (Cáceres)
Arroyomolinos este un oraș din Spania, situat în provincia Cáceres din comunitatea autonomă Extremadura. Are o populație de 981 de locuitori.